# Ogenbliksfotografie

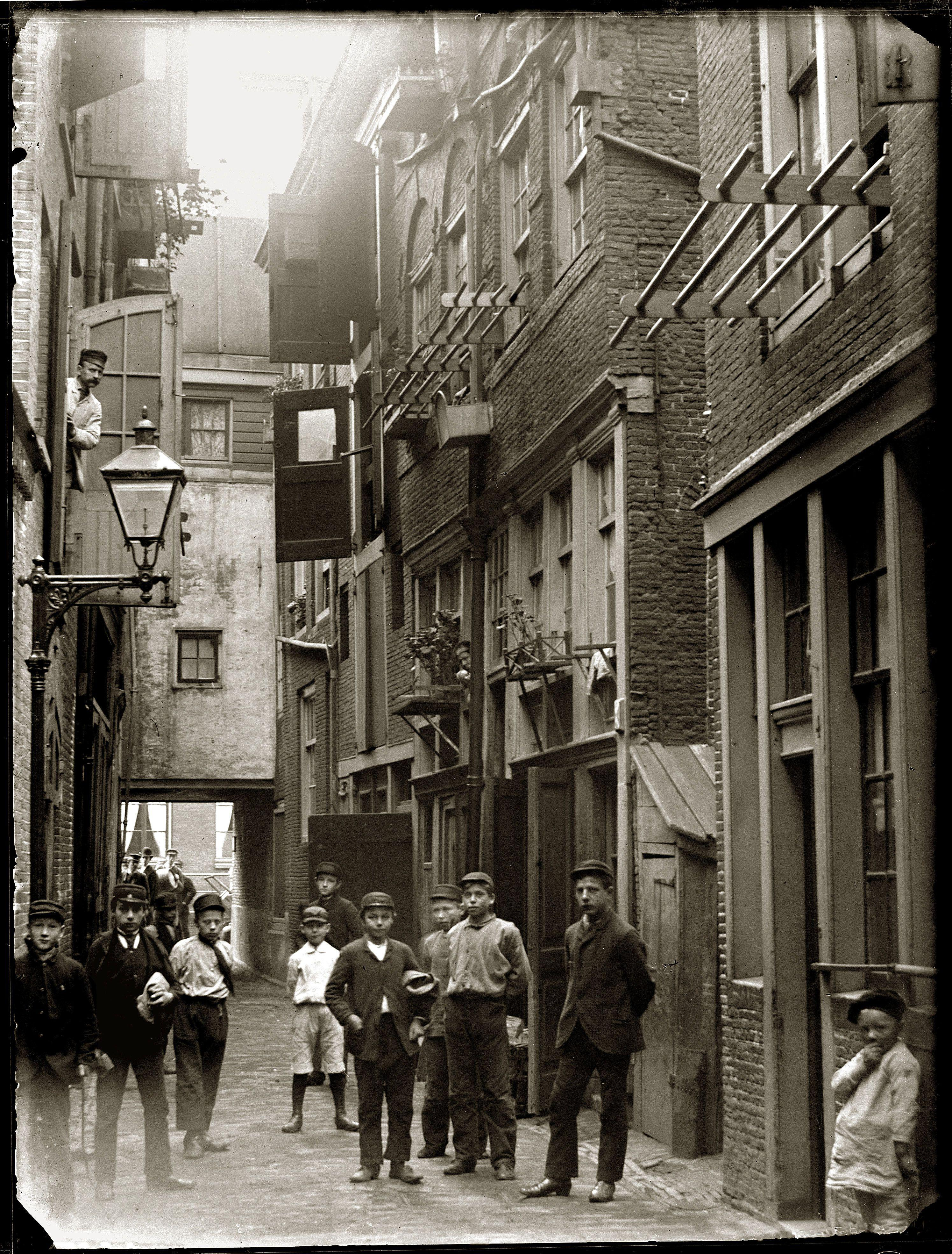
Foto van het Gebed zonder end in Amsterdam van Jacob Olie

Ogenbliksfotografie is een vorm van documentaire en vrijetijdsfotografie die ontstond in de jaren 1880 toen er compactere fotocamera's op de markt kwamen die de fotograaf in staat stelden sneller te werken.
Eind 19e eeuw maakten nieuwe ontwikkelingen op fotografiegebied het mogelijk om opnamen te maken met een korte sluitertijd en zonder statief, waardoor het dagelijks leven een nieuw onderwerp werd voor zowel fotografen als amateurs. Met oudere technieken duurde het minuten eer een fotografisch beeld was vastgelegd. Ogenbliksfotografie kan met haar aandacht voor het leven van gewone mensen worden beschouwd als een voorloper van de straatfotografie, hoewel het eerder een vorm van documentaire fotografie was en geen 'candid' fotografie, waar niet geposeerd mocht worden.
Bekende ogenbliksfotografen waren onder anderen Jacob Olie, Johannes Leendert Scherpenisse, Bernard F. Eilers en George Hendrik Breitner.